# Parapodium

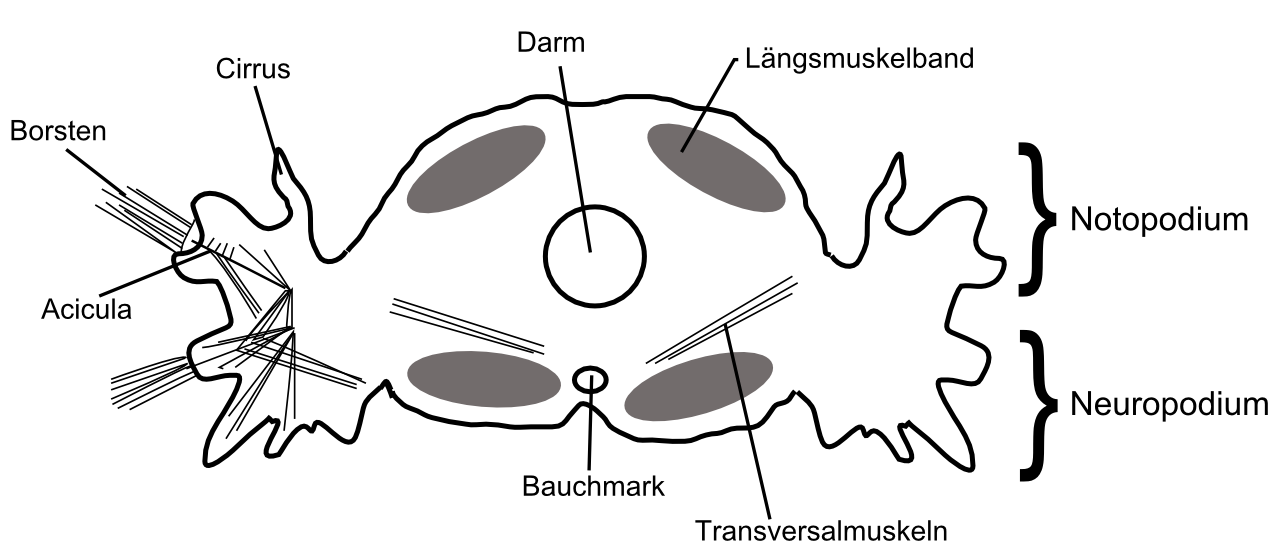
Schematischer Querschnitt durch Nereis pelagica, Borsten und Muskeln des Parapodiums

Als Parapodium (Latinisierung von altgriechisch παραπόδιος parapódios ‚vor den Füßen liegend‘)
bezeichnet man in der Biologie einen starren beinähnlichen Fortsatz, der allerdings im Gegensatz zu einem „echten“ beweglichen Bein nicht aktiv bewegt werden kann.
Parapodien findet man zum Beispiel bei Ringelwürmern (Annelida). Parapodien dienen den Polychaeten als seitliche Ruder, deren Bau je nach Lebensweise und Familienzugehörigkeit abgewandelt sein kann. Der Grundtyp besteht aus einem dorsalen Rückenpaddel (Notopodium) und einem ventralen Bauchpaddel (Koilopodium = Neuropodium). Die Äste tragen oft Bündel von Borsten aus Chitin, von denen einige nicht aus ihren Follikeln heraustreten (Aciculae) und als Stützen dienen. Am Ende (basal) inserieren Muskeln, wodurch Beweglichkeit erreicht wird. Dorsal und ventral besitzt das Parapodium je einen fühlerartigen Anhang, den Cirrus. Außerdem treten dorsal Kiemenanhänge auf. Es können aber auch andere Teile (Notopodium, Cirren usw.) als Atmungsorgan dienen.